# Ritzenjoch
Ritzenjoch är ett bergspass i Österrike, på gränsen till Schweiz. Det ligger i den västra delen av landet, 500 km väster om huvudstaden Wien. Ritzenjoch ligger 2 689 meter över havet.